# Давід Очоа
Давід Енріке Очоа Гарсія (ісп. David Enrique Ochoa García; нар. 23 жовтня 1977) — венесуельський борець греко-римського стилю, дворазовий срібний призер Панамериканських чемпіонатів, срібний призер Панамериканських ігор, чемпіон Південноамериканських ігор, срібний призер Центральноамериканських і Карибських ігор, чемпіон Боліваріанських ігор.

## Життєпис
Боротьбою почав займатися з 1991 року.
Виступає за борцівський клуб «I.N.D. Venezuela» Валенсія. Тренери — Константин Александру, Хосе Діас.

## Спортивні результати на міжнародних змаганнях

### Виступи на Чемпіонатах світу
| Змагання                        | Збірна    | Вагова категорія                 | Місце |
| ------------------------------- | --------- | -------------------------------- | ----- |
| Чемпіонат світу з боротьби 1997 | Венесуела | греко-римська боротьба, до 54 кг | 25    |

### Виступи на Панамериканських чемпіонатах
| Змагання                                   | Збірна    | Вагова категорія                 | Місце  |
| ------------------------------------------ | --------- | -------------------------------- | ------ |
| Панамериканський чемпіонат з боротьби 1998 | Венесуела | греко-римська боротьба, до 54 кг | Срібло |
| Панамериканський чемпіонат з боротьби 2000 | Венесуела | греко-римська боротьба, до 54 кг | Срібло |
| Панамериканський чемпіонат з боротьби 2001 | Венесуела | греко-римська боротьба, до 58 кг | 4      |

### Виступи на Панамериканських іграх
| Змагання                  | Збірна    | Вагова категорія                 | Місце  |
| ------------------------- | --------- | -------------------------------- | ------ |
| Панамериканські ігри 1999 | Венесуела | греко-римська боротьба, до 54 кг | Срібло |

### Виступи на Південноамериканських іграх
| Змагання                       | Збірна    | Вагова категорія                 | Місце  |
| ------------------------------ | --------- | -------------------------------- | ------ |
| Південноамериканські ігри 1998 | Венесуела | греко-римська боротьба, до 54 кг | Золото |

### Виступи на Центральноамериканських і Карибських іграх
| Змагання                                     | Збірна    | Вагова категорія                 | Місце  |
| -------------------------------------------- | --------- | -------------------------------- | ------ |
| Центральноамериканські і Карибські ігри 1998 | Венесуела | греко-римська боротьба, до 55 кг | Срібло |

### Виступи на Боліваріанських іграх
| Змагання                 | Збірна    | Вагова категорія                 | Місце  |
| ------------------------ | --------- | -------------------------------- | ------ |
| Боліваріанські ігри 1997 | Венесуела | греко-римська боротьба, до 54 кг | Золото |

### Виступи на змаганнях молодших вікових груп
| Змагання                                      | Збірна    | Вагова категорія                 | Місце |
| --------------------------------------------- | --------- | -------------------------------- | ----- |
| Чемпіонат світу з боротьби серед юніорів 1997 | Венесуела | греко-римська боротьба, до 52 кг | 7     |